# Tambo (distrito)
Tambo é um distrito do peru, departamento de Ayacucho, localizada na província de La Mar.

## Transporte
O distrito de Tambo é servido pela seguinte rodovia:
- AY-102, que liga a cidade ao distrito de Chungui
- PE-28B, que liga o distrito de Pacaycasa à cidade de Ayna [1][2][3]